# Municipio de Belle River
El municipio de Belle River (en inglés: Belle River Township) es un municipio ubicado en el condado de Douglas en el estado estadounidense de Minnesota. En el año 2010 tenía una población de 345 habitantes y una densidad poblacional de 3,7 personas por km².

## Geografía
El municipio de Belle River se encuentra ubicado en las coordenadas 45°57′44″N 95°12′55″O / 45.96222, -95.21528. Según la Oficina del Censo de los Estados Unidos, el municipio tiene una superficie total de 93.26 km², de la cual 92,73 km² corresponden a tierra firme y (0,57 %) 0,53 km² es agua.

## Demografía
Según el censo de 2010, había 345 personas residiendo en el municipio de Belle River. La densidad de población era de 3,7 hab./km². De los 345 habitantes, el municipio de Belle River estaba compuesto por el 96,81 % blancos, el 0,29 % eran amerindios, el 0,29 % eran de otras razas y el 2,61 % eran de una mezcla de razas. Del total de la población el 0,87 % eran hispanos o latinos de cualquier raza.